# The Unfinished Sympathy (álbum)
The Unfinished Sympathy es el álbum debut de la banda barcelonesa The Unfinished Sympathy, publicado tan solo un mes después de los primeros ensayos de la recién formada banda.

## Lista de canciones
1. "Euphoria Under Water" – 2:19
2. "Elderly Mermaid" – 3:45
3. "Emerge" – 3:44
4. "Albatross" – 3:45
5. "A Brand New Friend" – 4:17
6. "Some Cool Reminder" – 3:27
7. "Slept With The Dead Girl" – 4:44
8. "Convinced Lamarckist" – 3:35
9. "Mole In A Crossroad" – 3:36
10. "Cherry Coke" – 3:20
11. "The Charming Beauty Of The Things We Never Had" – 6:07

- Datos: Q6145418